# Liste von Pokervarianten

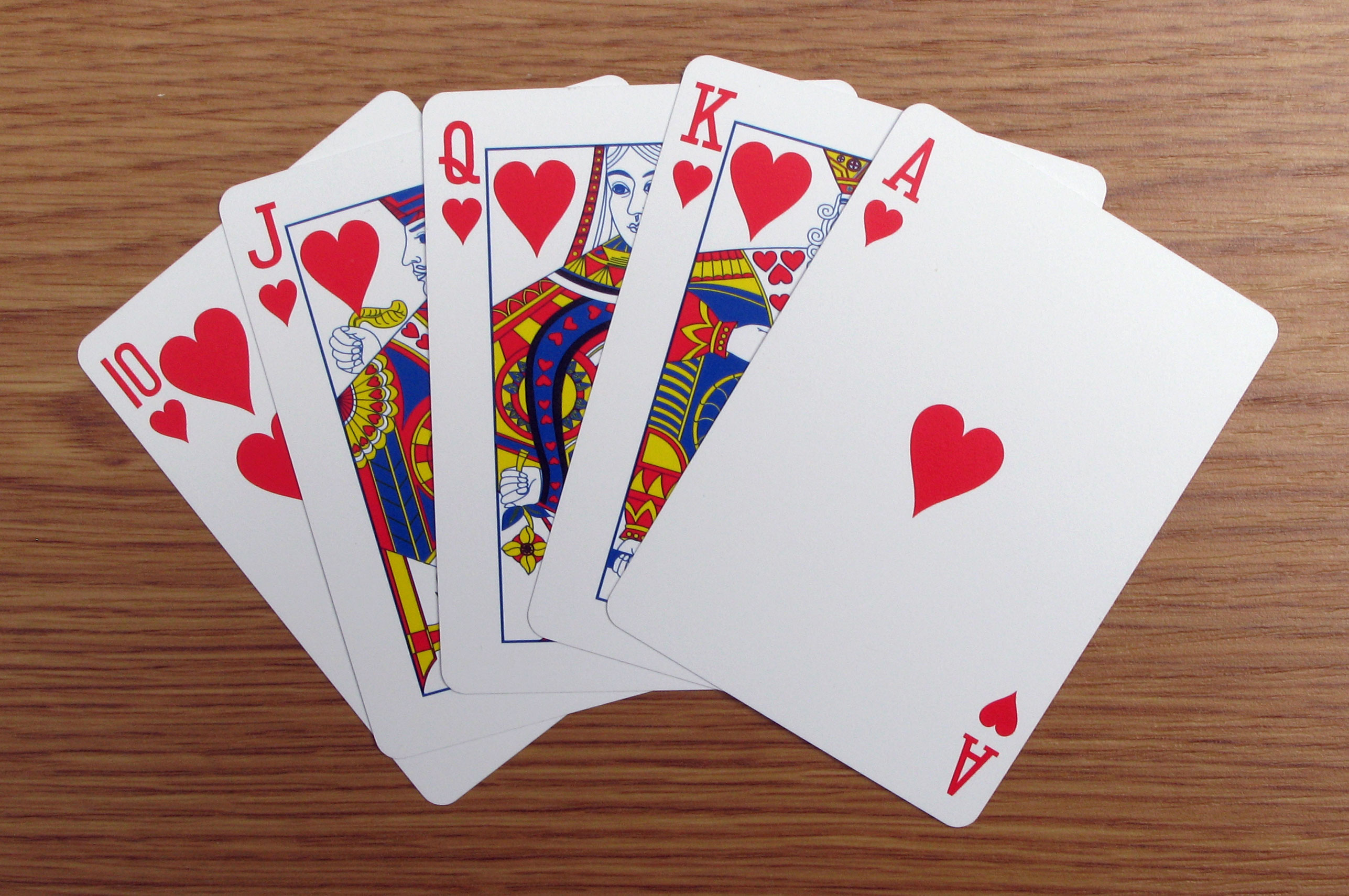
Eine Pokerhand besteht aus der besten Kombination von zumeist fünf Karten.

Die Liste von Pokervarianten enthält eine detaillierte Auflistung und Beschreibung der bekanntesten Varianten des Kartenspiels Poker, die sich aus dem ursprünglichen Spiel entwickelt haben.

## Begriffe
Im Folgenden werden ausschließlich die englischen Bezeichnungen von nachfolgenden Fachbegriffen verwendet.
| Englischer Begriff | Übersetzung             | Bedeutung                                                  |
| ------------------ | ----------------------- | ---------------------------------------------------------- |
| Hole Cards         | Startkarten, Lochkarten | Die verdeckten Karten, die ein jeder Spieler erhält.       |
| Community Cards    | Gemeinschaftskarten     | Die Karten, die offen auf den Tisch gelegt werden.         |
| Ante               | Grundeinsatz            | Ein Einsatz, der von jedem Spieler gesetzt werden muss.    |
| Blind              | Mindesteinsatz          | Einsätze, die nur von zwei Spielern gesetzt werden müssen. |
| Limit              | Grenzen beim Setzen     | Die Art, in der Einsätze gesetzt werden.                   |
| Lowball            | –                       | Die schlechteste Hand gewinnt den Pot.                     |

## Kartenpokervarianten
Siehe auch Kategorie der Pokervarianten
Alle bekannten Pokervarianten lassen sich in die drei Kategorien Draw, Stud und Hold’em einordnen. Der Unterschied zwischen diesen drei Grundkategorien liegt hauptsächlich in der Art und Weise, in der die Spieler ihre Karten erhalten. Die meisten Pokervarianten lassen sich zudem in verschiedenen Limits spielen, das heißt, dass die Möglichkeit Einsätze zu leisten je nach Limit begrenzt ist.

### Draw
Als Draw Poker werden die Varianten bezeichnet, bei denen jeder Spieler ausschließlich eigene, das heißt nur für ihn sicht- und verwendbare Karten erhält. Bei allen verbreiteten Variationen sind es fünf solche. Eine weitere Eigenschaft dieser Kategorie ist, dass ein Spieler eine beliebige Anzahl seiner Karten durch neue ersetzen darf.
Die mit Abstand bekannteste Variante des Draw Poker ist das Five Card Draw, das lange Zeit die am häufigsten gespielte Pokervariante überhaupt war und heutzutage des Öfteren noch im privaten Bereich gespielt wird.
Besonders bekannt ist die Variante als Symbol des Wilden Westens, da Five Card Draw oft in Saloons gespielt wurde.
Nach dem Setzen werden die Blätter der nicht ausgestiegenen Spieler verglichen. Der Sieger erhält den Pot.
| Name           | Beschreibung | Bevorzugtes Limit                                    | Verbreitung                                                                                            | Besonderes                                                               | Beispielbild |
| -------------- | --- | ---------------------------------------------------- | --- | ------------------------------------------------------------------------ | ------------ |
| Five Card Draw | Jeder Spieler erhält fünf Karten, die gegen andere getauscht werden können. Wenn ein Spieler seine Hand für vollendet hält, zeigen alle Spieler ihre Karten. Zum Teil ist die Anzahl der Setzrunden auch festgelegt. Die höchste Kombination gewinnt am Ende den gesamten Pot.                  | No Limit und Fixed Limit mit Ante                    | Früher weit verbreitet, heute meist nur noch bei Homegames                                             | Hat eine große Varianz Es gibt viele Varianten und Sonderregeln          |              |
| Jackpots       | Nachdem die Spieler ihre Karten erhalten haben, folgen Tauschmöglichkeiten und Setzrunden. Um einen Einsatz zu leisten, muss der Spieler ein Paar Buben oder eine höhere Kombination halten. Um einen Pot gewinnen zu können, muss ein Spieler eine Kombination ab einem hohen Drilling halten. | Fixed Limit mit Ante                                 | Verhältnismäßig geringe Verbreitung                                                                    |                                                                          |              |
| Triple Draw    | Wie Five Card Draw, nur mit drei statt einer Setzrunde | No Limit und Fixed Limit mit Ante Lowball (A-5, 2-7) | Einige bekannte Onlinepokerräume bieten das Spiel an. Des Weiteren wird es auch bei der WSOP gespielt. | Aufgrund der vielen verschiedenen Spielausgänge gibt es meist große Pots |              |

### Hold’em
Hold’em (Abkürzung von hold them, dt. halte sie) sind die Varianten, bei denen jeder Spieler verdeckte Karten (hole cards) erhält. Zusätzlich dazu werden nach und nach die sogenannten community cards aufgedeckt. Aus den eigenen, verdeckten und offenen Karten muss der Spieler seine besten fünf Karten (Hand) zusammenstellen. Je nach Variante ist die Anzahl der Karten, die ein Spieler verwenden kann, begrenzt.
Einige Pokeranbieter bieten eine veränderte Version des Hold’em Poker an, wie zum Beispiel Zoom Poker von PokerStars. Zoom Poker ist eine sehr schnelle Art des Poker, die eher für größere Turniere oder für das Spielen im Internet vorgesehen ist, denn um das Spiel zu beschleunigen wechselt jeder Spieler sofort den Tisch, wenn er passt (foldet). Somit soll das lästige Warten auf die neue Runde vermieden werden.
| Name                     | Beschreibung | Bevorzugtes Limit | Verbreitung                                                         | Besonderes | Beispielbild |
| ------------------------ | --- | --- | ------------------------------------------------------------------- | --- | ------------ |
| Easy Poker (Let It Ride) | Jeder Spieler muss zuerst das Ante leisten. Danach erhalten alle Teilnehmer vom Croupier drei Karten. Er kann nun seinen Einsatz verdoppeln oder passen. Daraufhin kommt die erste Common Card auf den Tisch, nach einer weiteren Setzrunde die Nächste. Nun wird die Hand des Spielers von der Bank ausgezahlt. Das Besondere an dieser Variante ist, dass die Spieler nicht gegeneinander, sondern jeder einzelne gegen die Bank spielt. | Ante | Die Variante ihrer Eigenschaft hauptsächlich für Casinos attraktiv. | Dieses Spiel hat einen großen Bankvorteil von 2,83 % im Vergleich zu anderen Spielen (z. B. Black Jack: 0,475 %). Daher ist es für die Bank recht rentabel. |              |
| Omaha Hold’em            | Jeder Spieler erhält vier Hole Cards, von denen er nur zwei für seine endgültige Hand verwenden darf. Es kommen, wie bei Texas Hold’em fünf Karten auf den Tisch. Der Spieler muss jedoch genau drei dieser Community Cards zur Bildung seiner Hand verwenden. Am Ende einer Runde zählt also die beste Kombination aus den zwei Hole- und den drei Community Cards.                                                                       | No Limit, Pot Limit und, mit Blinds                                                                                  | Besonders in Europa, aber auch in Nordamerika beliebt.              | Die Anwendung von High/Low Split, wodurch der Pot zwischen der besten und schlechtesten Kombination aufgeteilt wird, ist verbreitet.                        |              |
| Texas Hold’em            | Jeder Spieler erhält zwei hole cards. Im Verlauf einer Spielrunde kommen, falls mehr als ein Spieler verbleibt, genau fünf Community Cards auf den Tisch. Mithilfe dieser kann der Spieler seine Hand bilden. | meistens No Limit, zum Teil aber auch Fixed Limit (Minbetpoker) und Pot Limit, mit Blinds und gelegentlich auch Ante | Wird heute als die am weitesten verbreitete Variante angesehen.     | Mehrere Spieler können die gleiche Hand haben. Wurde wahrscheinlich erstmals nach 1900 in Robstown (Texas) gespielt.                                        |              |

### Stud
Stud Poker nennt man die Varianten, bei denen der Spieler sowohl offene als auch verdeckte, nur für ihn sichtbare Karten (Hole Cards) erhält.
Ein weiteres Merkmal, das die meisten Varianten gemeinsam haben, liegt darin, dass die Position des Spielers, der die Setzrunde eröffnet, während einer Hand sehr oft wechselt.
| Name                                        | Beschreibung | Bevorzugtes Limit          | Verbreitung                                                                            | Besonderes                                                               | Beispielbild |
| ------------------------------------------- | --- | -------------------------- | -------------------------------------------------------------------------------------- | ------------------------------------------------------------------------ | ------------ |
| Five Card Stud                              | Jeder Spieler erhält anfangs eine verdeckte und eine offene Karte. Danach folgte eine Setzrunde. Darauf erhalten die Spieler dreimal je eine offene Karte. Das Geben dieser drei Karten wird durch Setzrunden unterbrochen. Nachdem auf die letzte der fünf Karten gesetzt wurde, kommt es zum Showdown. | Immer Fixed Limit mit Ante | Five Card Stud wird heute kaum mehr gespielt                                           | Die Variante wird im Film Cincinnati Kid gespielt.                       |              |
| Seven Card Stud                             | Anfangs erhält jeder Spieler zwei verdeckte und eine offene Karte. Nach einer Setzrunde erhält jeder Spieler, nur durch Setzrunden unterbrochen, drei offene Karten. Am Ende erhält jeder Spieler noch eine verdeckte, letzte Karte. Nach einer letzten Setzrunde kommt es zum Showdown. | Immer Fixed Limit mit Ante | Seven Card Stud zählt heute nach Omaha und Texas Hold’em zu den beliebtesten Varianten | Dieses Spiel hat eine sehr geringe Varianz                               |              |
| Razz                                        | Razz ist identisch mit Seven Card Stud, nur wird bei Razz eine möglichst schlechte Hand angestrebt. Dabei ist das Ass die niedrigste Karte, Straights und Flushs zählen nicht als solche. Damit ist A2345 die bestmögliche Hand. | Immer Fixed Limit mit Ante | Razz wird unter anderem auf der alljährlichen WSOP gespielt                            |                                                                          |              |
| Tropical Stud (Oasis Stud • Caribbean Stud) | Der Spieler setzt ein Ante und erhält fünf Karten. Der Dealer erhält ebenfalls fünf Karten, eine davon ist offen. Der Spieler kann sich nun entscheiden, ob er mitgeht, also den zweifachen Ante nachlegt oder aussteigt, und somit sein Ante abgibt. Der Dealer deckt nun auf. Falls er eine schlechtere Hand als AK hat, erhält jeder Spieler den zweifachen Ante ausgezahlt. Falls er AK oder besser hat, werden die einzelnen Hände mit dem Blatt des Dealers verglichen. Hält der Spieler eine bessere Hand, erhält er die zweifache Summe des gesetzten Geldes ausbezahlt und je nach Höhe der Hand noch eine zusätzliche Auszahlung. | Ante                       | Wird häufig von Casinos angeboten.                                                     | Die Spieler spielen nicht gegeneinander, sondern einzeln gegen die Bank. |              |

## Limits
Als Limit wird die Art und Weise bezeichnet, in der die Spieler Wetteinsätze bringen können. Während einige Varianten in mehreren Limits gespielt werden können, wird die Spielbarkeit Anderer in verschiedenen Limits teilweise eingeschränkt. Bei der größten Turnierserie, der World Series of Poker wird in den drei am weitesten verbreiteten Limits, No-, Pot- und Fixed Limit, gespielt.
| Name                     | Beschreibung | Anwendung                                                | Verbreitung                                                       |
| ------------------------ | --- | -------------------------------------------------------- | ----------------------------------------------------------------- |
| No Limit                 | Jeder Spieler kann zu jeder Zeit seinen gesamten Stack setzen, die Höhe des Einsatzes ist also nicht begrenzt (siehe auch: All In)                                                                   | vor allem bei Texas- und Omaha Hold’em                   | durch Hold’em sehr weit verbreitet.                               |
| Limit (auch Fixed Limit) | Der Spieler hat immer die Wahl zwischen einfachem raise, call und fold. Es muss immer um den big blind erhöht werden. Nach der Hälfte der Setzrunden wird das limit jedoch verdoppelt (split limit). | bei Seven Card Stud und anderen Stud- und Draw-Varianten | etwas weiter verbreitet als pot limit                             |
| Pot Limit                | Es darf nur so viel gesetzt werden, wie sich im Pot befindet. Will ein Spieler so viel setzen, sagt er das mit „Pot“ an                                                                              | sehr beliebt bei Omaha Hold’em                           | nicht so weit verbreitet wie die obigen Limits                    |
| Spread Limit             | Bei dieser Variante darf innerhalb eines bestimmten Bereichs gesetzt werden. | wird nur sehr selten angewendet                          | das Limit ist bei weitem nicht so verbreitet wie die drei anderen |

## Würfelpoker
Würfelpoker wird mithilfe spezieller Würfel und nicht mit Karten gespielt. Würfel-Poker ist keine Variante an sich, sondern eine Kategorie, die selber wieder in Varianten gegliedert wird.
| Name                               | Beschreibung | Bevorzugtes Limit                                               | Verbreitung                             | Besonderes | Beispielbild |
| ---------------------------------- | --- | --------------------------------------------------------------- | --------------------------------------- | --- | ------------ |
| Poker Dice (Offenes Würfelpoker)   | Die beiden Spieler haben drei Versuche, um eine möglichst gute Kombination zu erreichen. Der Spieler mit der besten Hand, erhält den gesamten Pot. | Fixed Limit mit Ante                                            | Klassisches Würfelpoker                 | Hier gibt es weitere Kombinationsmöglichkeiten (beispielsweise Fünfling)                                      |              |
| Escalero                           | Die einzelnen Würfe werden in Form von Bildern und Kombinationen in eine Tabelle eingetragen. Daraus berechnet sich ein Punktestand. | Keine Einsätze                                                  | Vor allem in Österreich weit verbreitet | Dieses Spiel ist mit Yacht, Yahtze und Kniffel verwandt.                                                      |              |
| Liar Dice (Verdecktes Würfelpoker) | Einer der beiden Spieler sagt seinem Gegenüber seine Kombination an. Diese muss jedoch nicht stimmen. Falls der Gegner die Lüge erkennt, hat er gewonnen, falls er sich täuscht, gewinnt sein Gegner. Wenn er seinem Gegner glaubt, muss er selbst eine höhere Kombination ansagen und das Raten beginnt von Neuem. Diese Variante ist vergleichbar mit der Trinkspiel-Variante von „Mäxchen“. | Fester Einsatz vor dem Spiel, es gibt keine späteren Erhöhungen |                                         | Dieses Spiel kann als Turnier nach dem K.-o.-System gespielt werden, Zweikämpfe nach dem Best-of-Five-System. |              |